# Rio Pará (Minas Gerais)
O rio Pará é um curso de água que banha o estado de Minas Gerais, Brasil.
Nasce na serra das Vertentes, próximo ao povoado de Hidelbrando, no município de Resende Costa. A  extensão  do rio  Pará,  desde  suas  nascentes  até  sua  foz,  é de aproximadamente 365 km.
O rio corta também os municípios de Desterro de Entre Rios, Passa Tempo, Piracema, Carmópolis de Minas, Itaguara, Cláudio, Carmo do Cajuru, Divinópolis, São Gonçalo do Pará, Conceição do Pará, Pitangui, Martinho Campos e Pompéu onde logo após deságua no rio São Francisco. É um dos principais contribuintes do reservatório da Usina Hidrelétrica de Três Marias.

## Bacia hidrográfica
A bacia do rio Pará está inserida na Região hidrográfica do São Francisco, é de regime tropical austral, abrangendo 38 municípios, com uma área de aproximadamente 12 300 km².
A principal cidade da região é Divinópolis, com mais de 200 mil habitantes, seguida por Nova Serrana, Itaúna e Pará de Minas. Quase a metade dos municípios da bacia tem uma população menor que 10 mil habitantes, dos quais apenas nove apresentam uma taxa de urbanidade inferior a 50%.

### Afluentes
O rio Pará possui 535 afluentes diretos. Destes, cinco são os afluentes diretos principais, que formam  as maiores  sub-bacias  da  bacia hidrográfica do rio Pará: 
1. Rio  Itapecerica
2. Rio  São  João
3. Rio  Lambari
4. Rio do Peixe
5. Rio Picão

O Plano Diretor da Bacia Hidrográfica do Rio Pará divide a bacia em nove sub-bacias:
- Sub-bacia Alto Rio Pará
- Sub-bacia Ribeirão Boa Vista
- Sub-bacia Rio Itapecerica
- Sub-bacia Médio Rio Pará
- Sub-bacia Ribeirão da Paciência
- Sub-bacia Rio São João
- Sub-bacia Rio Lambari
- Sub-bacia Rio do Peixe
- Sub-bacia Rio Picão

## Potencial hidrelétrico
O potencial hídrico do rio Pará é aproveitado em quatro usinas hidrelétricas, listadas abaixo, no sentido da nascente para a foz:
- PCH Nova Dorneles, em Passa Tempo, com potência nominal de 4 700 kW;[3]
- PCH Cajuru, entre Divinópolis e Carmo do Cajuru, com potência nominal de 7 200 kW;[5]
- Usina Hidrelétrica Gafanhoto, entre Divinópolis e Carmo do Cajuru, com potência nominal de 12 880 kW;[6]
- Pequena Central Hidrelétrica Pitangui (Cachoeira Bento Lopes), instalada no rio Pará, com potência nominal de 1 400 kW.[7]